# Orientierungslauf-Weltcup 2024
Der Orientierungslauf-Weltcup 2024 ist die 20. Auflage der internationalen Wettkampfserie im Orientierungslauf.
Ausgetragen wird er in vier Runden mit insgesamt 10 Wettbewerben (zwei Sprints, ein Knock Out Sprint, zwei Mitteldistanzrennen, zwei Langdistanzrennen, eine Sprint-Staffel und zwei Wald-Staffeln).

## Austragungsorte
| Runde | Wettkampf | Datum         | Austragungsort | Wettbewerb       | Bemerkung             |
| ----- | --------- | ------------- | -------------- | ---------------- | --------------------- |
| 1     | 1         | 25. Mai       | Olten          | Knock Out Sprint |                       |
| 1     | 2         | 26. Mai       | Olten          | Sprint           |                       |
| 2     | 3         | 1. Juni       | Genua          | Sprint           |                       |
| 2     | 4         | 2. Juni       | Genua          | Sprint-Staffel   |                       |
| 3     | 5         | 17. August    | Mór            | Mitteldistanz    | Europameisterschaften |
| 3     | 6         | 18. August    | Mór            | Langdistanz      | Europameisterschaften |
| 3     | 7         | 20. August    | Mór            | Staffel          | Europameisterschaften |
| 4     | 8         | 26. September | Kuopio         | Langdistanz      |                       |
| 4     | 9         | 28. September | Kuopio         | Mitteldistanz    |                       |
| 4     | 10        | 29. September | Kuopio         | Staffel          |                       |

## Einzel-Ergebnisse

### Herren
| Datum         | Ort    | Distanz          | 1. Platz                        | 2. Platz                     | 3. Platz                 | Anmerkungen |
| ------------- | ------ | ---------------- | ------------------------------- | ---------------------------- | ------------------------ | ----------- |
| 25. Mai       | Olten  | Knock Out Sprint | Joey Hadorn                     | Jonatan Gustafsson           | Toumas Heikkila          | [ 2 ]       |
| 26. Mai       | Olten  | Sprint           | Emil Svensk (14:12)             | Toumas Heikkila (+0:01)      | Martin Regborn (+0:04)   | [ 3 ]       |
| 1. Juni       | Genua  | Sprint           | Kasper Harlem Fosser (14:27)    | Martin Regborn (+0:21)       | Tomas Krivda (+0:26)     | [ 4 ]       |
| 17. August    | Mór    | Mittel           | Eirik Langedal Breivik (42:34)  | Kasper Harlem Fosser (+0:24) | Albin Ridefelt (+1:04)   | [ 5 ]       |
| 18. August    | Mór    | Lang             | Kasper Harlem Fosser (01:37:13) | Daniel Hubmann (+3:43)       | Miika Kirmula (+4:33)    | [ 6 ]       |
| 26. September | Kuopio | Lang             | Miika Kirmula (1:20:10)         | Martin Regborn (+0:44)       | Eetu Savolainen (+1:45)  | [ 7 ]       |
| 28. September | Kuopio | Mittel           | Eirik Langedal Breivik (29:17)  | Kasper Harlem Fosser (+0:29) | Max Peter Bejmer (+1:13) | [ 8 ]       |

### Damen
| Datum         | Ort    | Distanz          | 1. Platz                     | 2. Platz                 | 3. Platz                    | Anmerkungen |
| ------------- | ------ | ---------------- | ---------------------------- | ------------------------ | --------------------------- | ----------- |
| 25. Mai       | Olten  | Knock Out Sprint | Tove Alexandersson           | Simona Aebersold         | Natalia Gemperle            | [ 2 ]       |
| 26. Mai       | Olten  | Sprint           | Natalia Gemperle (14:15)     | Simona Aebersold (+0:12) | Teraza Janosikova (+0:27)   | [ 3 ]       |
| 1. Juni       | Genua  | Sprint           | Simona Aebersold (15:00)     | Natalia Gemperle (+0:28) | Ane Dyrkorn (+0:30)         | [ 4 ]       |
| 17. August    | Mór    | Mittel           | Simona Aebersold (40:51)     | Natalia Gemperle (+2:19) | Andrine Benjaminsen (+3:17) | [ 5 ]       |
| 18. August    | Mór    | Lang             | Tove Alexandersson (1:25:43) | Simona Aebersold (+4:04) | Andrine Benjaminsen (+6:51) | [ 6 ]       |
| 26. September | Kuopio | Lang             | Tove Alexandersson (1:13:45) | Simona Aebersold (+4:05) | Hanna Lundberg(+6:10)       | [ 7 ]       |
| 28. September | Kuopio | Mittel           | Tove Alexandersson (28:31)   | Simona Aebersold (+0:47) | Marie Olaussen(+0:54)       | [ 8 ]       |

## Staffel-Ergebnisse

### Mixed-Sprint
| Datum   | Ort   |                   | 1. Platz         | 2. Platz           | 3. Platz | Anmerkungen       |
| ------- | ----- | ----------------- | ---------------- | ------------------ | -------- | ----------------- |
| 2. Juni | Genua | Schweiz (1:00:54) | Finnland (+0:04) | Tschechien (+0:05) | [ 9 ]    |                   |
| 2. Juni | Genua | 1. Strecke        | Natalja Gemperle | Maija Sianoja      | [ 9 ]    | Barbora Matejkova |
| 2. Juni | Genua | 2. Strecke        | Riccardo Rancan  | Miika Kirmula      | [ 9 ]    | Jakub Glonek      |
| 2. Juni | Genua | 3. Strecke        | Joey Hadorn      | Toumas Heikkila    | [ 9 ]    | Tomas Krivda      |
| 2. Juni | Genua | 4. Strecke        | Simona Aebersold | Venla Harju        | [ 9 ]    | Tereza Janosikova |

### Herren
| Datum         | Ort    |                    | 1. Platz               | 2. Platz               | 3. Platz         | Anmerkungen      |
| ------------- | ------ | ------------------ | ---------------------- | ---------------------- | ---------------- | ---------------- |
| 20. August    | Mór    | Norwegen (1:46:28) | Schweden (+2:08)       | Schweiz (+2:48)        | [ 10 ]           |                  |
| 20. August    | Mór    | 1. Strecke         | Eskil Kinneberg        | Viktor Svensk          | [ 10 ]           | Daniel Hubmann   |
| 20. August    | Mór    | 2. Strecke         | Eirik Langedal Breivik | Albin Ridefelt         | [ 10 ]           | Fabian Aebersold |
| 20. August    | Mór    | 3. Strecke         | Kasper Harlem Fosser   | Emil Svensk            | [ 10 ]           | Joey Hadorn      |
| 29. September | Kuopio |                    | Schweden (1:23:22)     | Norwegen (+0:02)       | Finnland (+0:09) | [ 11 ]           |
| 29. September | Kuopio | 1. Strecke         | Albin Ridefelt         | Jorgen Baklid          | Teemu Oksanen    | [ 11 ]           |
| 29. September | Kuopio | 2. Strecke         | Emil Svensk            | Eirik Langedal Breivik | Eetu Savolainen  | [ 11 ]           |
| 29. September | Kuopio | 3. Strecke         | Gustav Bergman         | Kasper Harlem Fosser   | Miika Krimula    | [ 11 ]           |

### Damen
| Datum         | Ort    |                   | 1. Platz           | 2. Platz            | 3. Platz         | Anmerkungen        |
| ------------- | ------ | ----------------- | ------------------ | ------------------- | ---------------- | ------------------ |
| 20. August    | Mór    | Schweiz (1:46:23) | Norwegen (+0:21)   | Schweden (+2:45)    | [ 10 ]           |                    |
| 20. August    | Mór    | 1. Strecke        | Ines Berger        | Kamilla Steiwer     | [ 10 ]           | Johanna Ridefelt   |
| 20. August    | Mór    | 2. Strecke        | Natalja Gemperle   | Marie Olaussen      | [ 10 ]           | Hanna Lundberg     |
| 20. August    | Mór    | 3. Strecke        | Simona Aebersold   | Andrine Benjaminsen | [ 10 ]           | Tove Alexandersson |
| 29. September | Kuopio |                   | Schweden (1:25:51) | Norwegen (+2:37)    | Finnland (+3:06) | [ 11 ]             |
| 29. September | Kuopio | 1. Strecke        | Hanna Lundberg     | Ane Dyrkorn         | Marika Teini     | [ 11 ]             |
| 29. September | Kuopio | 2. Strecke        | Sanna Fast         | Marie Olaussen      | Mija Sianoja     | [ 11 ]             |
| 29. September | Kuopio | 3. Strecke        | Tove Alexandersson | Andrine Benjaminsen | Venla Harju      | [ 11 ]             |

## Gesamtwertung

### Einzel
| Herren | Herren | Herren                 | Herren |
| Platz  | Land   | Athlet                 | Punkte |
| ------ | ------ | ---------------------- | ------ |
| 1      | NOR    | Kasper Harlem Fosser   | 444    |
| 2      | SWE    | Martin Regborn         | 346    |
| 3      | NOR    | Eirik Langedal Breivik | 294    |
| 4      | SWE    | Emil Svensk            | 258    |
| 5      | SUI    | Daniel Hubmann         | 239    |
| 6      | FIN    | Miika Kirmula          | 232    |
| 7      | SUI    | Joey Hadorn            | 225    |
| 8      | CZE    | Tomas Krivda           | 213    |
| 9      | SUI    | Fabian Aebersold       | 189    |
| 10     | SWE    | Albin Ridefelt         | 156    |

| Damen | Damen | Damen                      | Damen  |
| Platz | Land  | Athletin                   | Punkte |
| ----- | ----- | -------------------------- | ------ |
| 1     | SUI   | Simona Aebersold           | 600    |
| 2     | SWE   | Tove Alexandersson         | 537    |
| 3     | SUI   | Natalja Gemperle           | 405    |
| 4     | NOR   | Andrine Benjaminsen        | 308    |
| 5     | SWE   | Hanna Lundberg             | 283    |
| 6     | FIN   | Venla Harju                | 238    |
| 7     | NOR   | Marie Olaussen             | 213    |
| 8     | NOR   | Victoria Haestad Bjornstad | 198    |
| 9     | EST   | Evely Kaaslku              | 181    |
| 10    | FIN   | Maija Sianoja              | 178    |

### Nation
| Platz | Land                   | Punkte |
| ----- | ---------------------- | ------ |
| 1     | Schweden               | 5887   |
| 2     | Norwegen               | 5525   |
| 3     | Schweiz                | 4938   |
| 4     | Finnland               | 3735   |
| 5     | Tschechien             | 2330   |
| 6     | Frankreich             | 2086   |
| 7     | Dänemark               | 1673   |
| 8     | Vereinigtes Königreich | 1609   |
| 9     | Estland                | 1461   |
| 10    | Österreich             | 1453   |

### Runde 1
- World Cup 2024 Round 1 IOF
- Eventor
- Veranstaltungswebsite

### Runde 2
- World Cup 2024 Round 2 IOF
- Eventor
- Veranstaltungswebsite

### Runde 3
- World Cup 2024 Round 3 IOF
- Eventor
- Veranstaltungswebsite

### Runde 4
- World Cup 2024 Round 2 IOF
- Eventor
- Veranstaltungswebsite